# Mussolente
Mussolente är en ort och kommun i provinsen Vicenza i regionen Veneto i Italien. Kommunen hade 7 609 invånare (2018).